# Bobby Hackett (nedador)
Robert William Hackett, Jr. (Estats Units, 15 d'agost de 1959) és un nedador nord-americà retirat especialitzat en proves de llarga distància estil lliure, on va aconseguir ser subcampió olímpic el 1976 en els 1.500 metres.
Als Jocs Olímpics d'estiu de 1976 va guanyar la medalla de plata en els 1.500 metres lliures, amb un temps de 15:03,91 segons, després del seu compatriota Brian Goodell que va batre el rècord del món amb 15:02,40 segons. I en el Campionat Mundial de Natació de 1978 celebrat a Berlín, va guanyar l'or en els relleus de 4x200 metres lliures i el bronze en els 1.500 metres lliures.